# Die Landfremde
Die Landfremde (engl. The Waif Woman) ist eine Gruselgeschichte des schottischen Schriftstellers Robert Louis Stevenson, die 1914 postum „im Ton einer Saga“ in Scribner’s Magazin publiziert wurde.

## Inhalt
Der Fischer Finnward Keelfarer lebt mit seiner Ehefrau Aud auf der Insel Frodis Water nahe bei Snowfellness. Aud liebt Finnward sehr. Das Paar hat zwei Kinder – den Knaben Eyolf und das Mägdlein Asdis. Nicht umsonst wird Aud die Leichtherzige genannt. Denn als sie von der Ankunft einer Landfremden hört, die prächtige Stoffe, Kleider und Schmuck in ihren Truhen mitgebracht haben soll, begibt sie sich alsbald zu der Fremden und beaugenscheinigt die Kostbarkeiten. Thorgunna oder die Windfrau, wie die Landfremde genannt wird, muss Aud enttäuschen. Sie sei keine Händlerin. Aud gibt nicht auf: Da Thorgunna mit dem Schiff aus der Fremde gekommen ist, lädt sie die Reisende in ihr Haus ein. Als die Landfremde unter Finnwards Dach wohnt und immer noch keine einzige ihrer Wertsachen abgeben möchte, stiehlt ihr die Hausherrin nachts eine glitzernde Spange.
Thorgunna ist am Ende ihrer Tage angelangt. Heftige Schauer schütteln die finstere Frau, als sie nach Finnward ruft. Thorgunna möchte in Skalaholt beerdigt werden. Die Schätze aus den Truhen soll Asdis erben, doch das Bettzeug soll verbrannt werden. Thorgunna hasst zwar Aud, aber sie tut ihr auch leid. Deshalb soll Aud den Scharlachmantel mit Silber und die Spange bekommen. Finnward verspricht, alles soll nach dem Willen der Sterbenden geschehen. Thorgunna nennt Finnward einen Schwächling, warnt ihn vor Aud und stirbt.
Auf dem Leichenzug nach Skalaholt muss unterwegs in Netherness übernachtet werden. Der dortige geizige Hausherr bewirtet die Gäste nicht. Da geht die tote Thorgunna in die Speisekammer und tafelt den hungrigen Teilnehmern ihres Leichenbegängnisses gehörig auf. Der Hausherr sieht den Tadel der Toten ein. Alle essen sich satt. Auf dem Heimwege nach der Bestattung Thorgunnas in Skalaholt fürchtet sich Finnward vor Thorgunna und Aud. Natürlich lässt sich der Feigling von seiner Frau beschwatzen und benutzt zu Hause das wertvolle Bettzeug mit. Als sich Aud auch noch die anderen Schätze aus den Truhen aneignet, macht sie der Ehemann darauf aufmerksam, dass dies Asdis' Erbschaft sei. Aud hat kein Gehör, obwohl sie Thorgunna sehr fürchtet.
Eines Morgens beobachtet Aud vom Hause aus ihren Mann auf dem Wege zu seinem Boot. Finnward wird von Thorgunnas Schauern geschüttelt. Beim Fischen gerät er in einen Sturm und wird von einer Woge auf eine Klippe geschleudert. Eyolf kann den Vater unter Lebensgefahr nur noch tot bergen. Stevenson schreibt, das sei Thorgunnas erste Rache für Finnwards gebrochenes Versprechen gewesen. Die zweite folgt sogleich.
Zwar trauert Aud, doch die Witwe schielt nebenher begehrlich nach einem jüngeren Mann. Die Schätze aus den Truhen will sie Asdis immer noch nicht überlassen. Die Tochter wirft der Mutter den nächtlichen Diebstahl der Spange vor.
Im folgenden Winter lässt sich die lachende Aud in Gesellschaft von den Isländern, mit fremdem Schmuck aus den Truhen behangen, bestaunen, bis ihr das Lachen vergeht und von jenem tödlichen Schütteln abgelöst wird. Aud stirbt. Thorgunna erscheint, mahnt die tote Sünderin und verschwindet.
Eyolf und Asdis verbrennen Thorgunnas Schätze samt Truhen am Strand.

## Deutschsprachige Literatur

### Ausgaben
- Robert Louis Stevenson: Die Landfremde (Übersetzer: Richard Mummendey) in Robert Louis Stevenson: Erzählungen (Ein Nachtquartier. Die Tür des Sire de Maletroit. Will aus der Mühle. Der Selbstmörderklub. Der Diamant des Radschas. Die Vorsehung un die Gitarre. Die Geschichte einer Lüge. Der Pavillon in den Dünen. Die krumme Janet. Die tollen Männer. Der Schatz von Franchard. Die Leichenräuber. Olalla. Der seltsame Fall des Dr. Jekyll und Mr. Hyde. Markheim. Die unglücklichen Abenteuer John Nicholsons. Der Strand von Falesa. Der Flaschenteufel. Die Insel der Stimmen. Die Landfremde. Als der Teufel wieder wohlauf war. Robert Louis Stevenson – ein Lebensbild von Lloyd Osbourne). Deutscher Bücherbund, Stuttgart um 1969. 1099 Seiten
- Robert Louis Stevenson: Die Landfremde. S. 7–31. (Übersetzer: Richard Mummendey) in Robert Louis Stevenson: Der weite Horizont. Erzählungen (Die Landfremde. Die tollen Männer. Der Leichenräuber. Villon. Die Vorsehung und die Gitarre. Die Geschichte einer Lüge. Der Schatz von Franchard.  Der Strand von Falesa. Die Insel der Stimmen. Der Flaschenteufel). Dieterich’sche Verlagsbuchhandlung, Leipzig 1987 (6. Aufl.), ISBN 3-7350-0026-6[A 1]

### Sekundärliteratur
- Michael Reinbold: Robert Louis Stevenson. Rowohlt, Reinbek 1995, ISBN 3-499-50488-X.

## Anmerkung
1. ↑  Verwendete Ausgabe.